# Missão de retorno de amostra

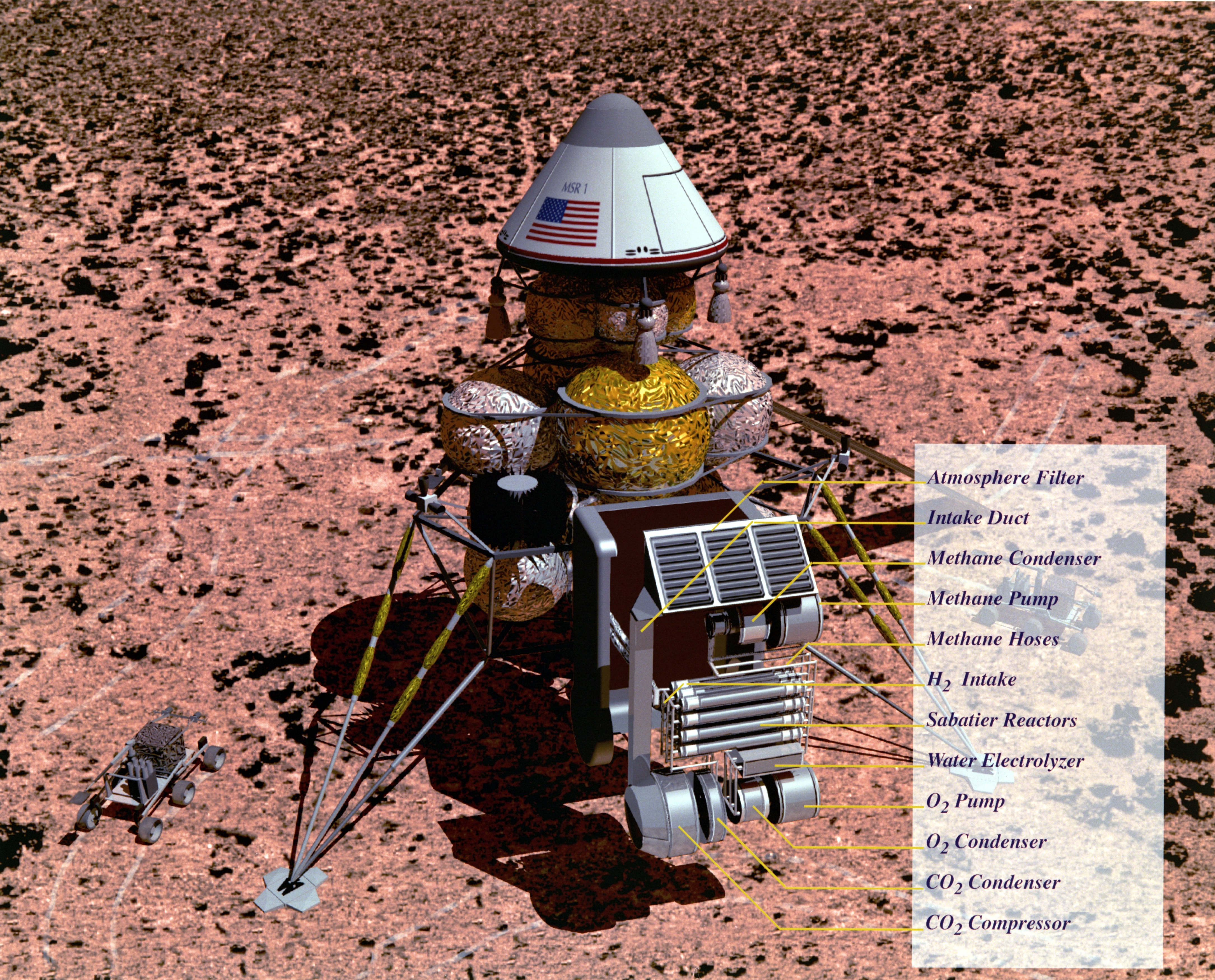
Concepção artística de espaçonave robótica para retornar amostras do solo e da atmosfera de Marte.

Uma missão de retorno de amostras é uma missão espacial para coletar e devolver amostras de um local extraterrestre para a Terra para análise. As missões de retorno de amostras podem trazer de volta apenas átomos e moléculas ou um depósito de compostos complexos, como material solto e rochas. Essas amostras podem ser obtidas de várias maneiras, como escavação de solo e rocha ou um conjunto coletor usado para capturar partículas de vento solar ou detritos cometários. No entanto, foram levantadas preocupações de que o retorno de tais amostras ao planeta Terra possa colocar em risco a própria Terra.
Até o momento, amostras de rocha lunar da Lua da Terra foram coletadas por missões robóticas e tripuladas; o cometa Wild 2 e os asteroides 25143 Itokawa, 162173 Ryugu e 101955 Bennu foram visitados por espaçonaves robóticas que devolveram amostras à Terra; e amostras do vento solar foram devolvidas pela missão robótica Gênesis.
Além das missões de retorno de amostras, amostras de três corpos não terrestres identificados foram coletadas por outros meios: amostras da Lua na forma de meteoritos lunares, amostras de Marte na forma de meteoritos marcianos e amostras de Vesta na forma de meteoritos HED.
Em 22 de novembro de 2023, a NASA teria cortado a missão de retorno de amostras de Marte devido a uma possível escassez de fundos.

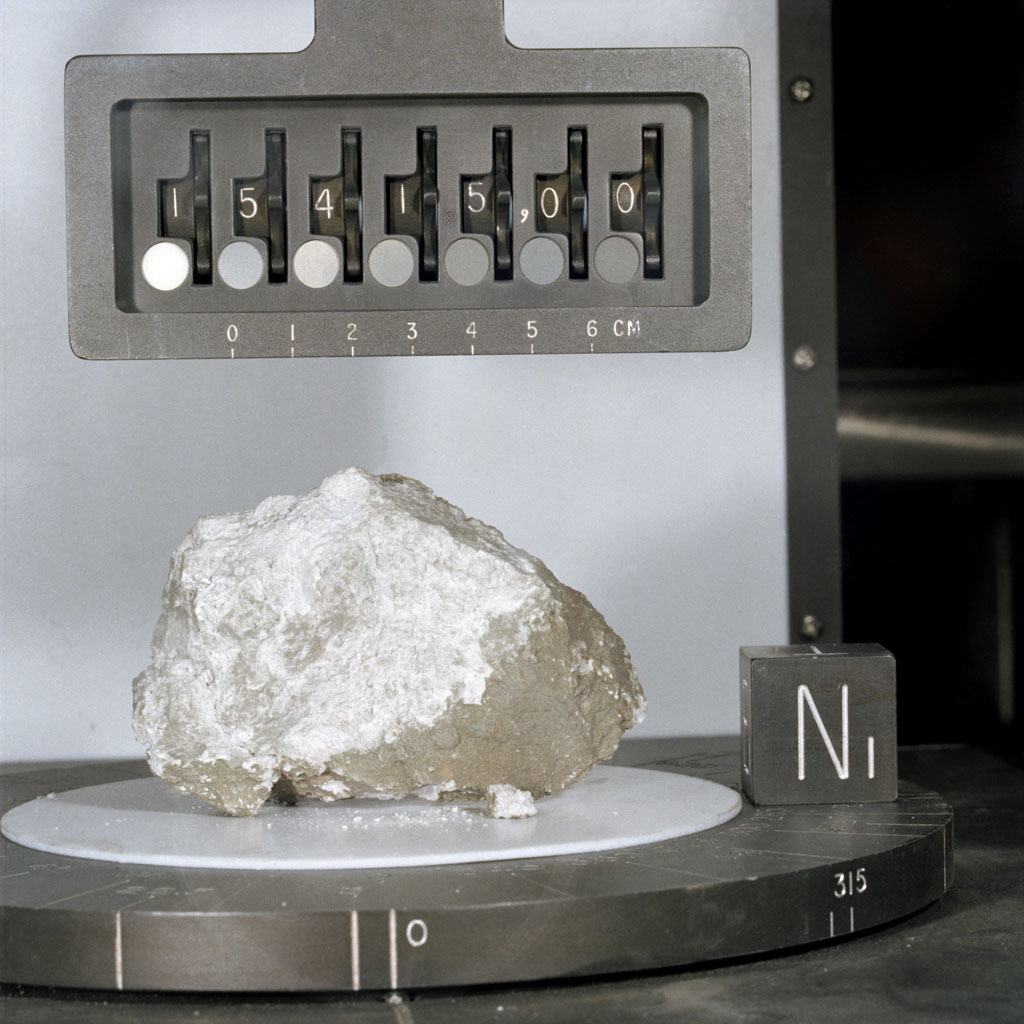
A Genesis Rock, devolvida pela missão lunar Apollo 15 em 1971.

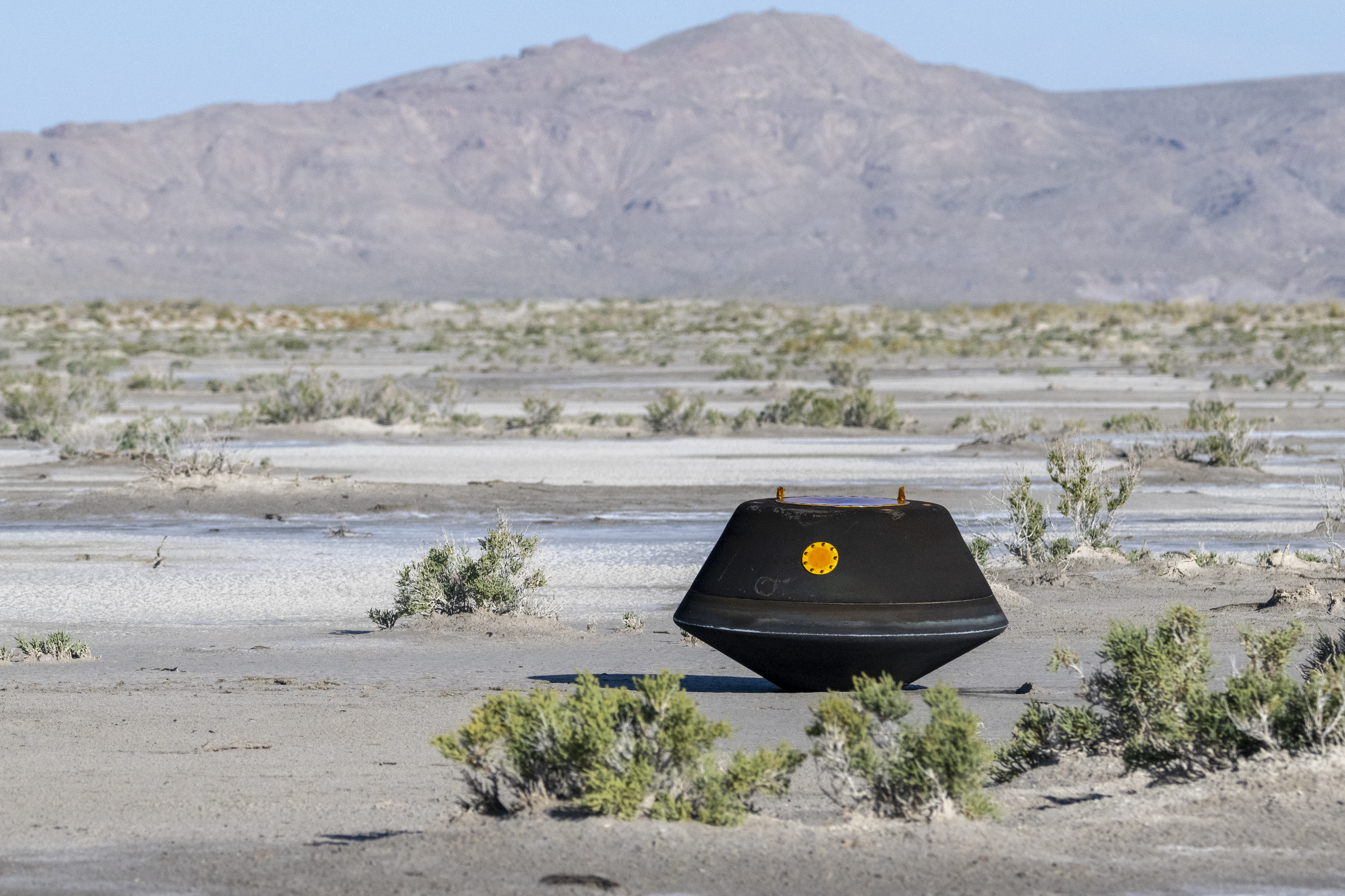
A cápsula de retorno da amostra da missão OSIRIS-REx da NASA logo após pousar no deserto em Utah

## Uso científico
As amostras disponíveis na Terra podem ser analisadas em laboratórios, para que possamos aprofundar nossa compreensão e conhecimento como parte da descoberta e exploração do Sistema Solar. Até agora, muitas descobertas científicas importantes sobre o Sistema Solar eram feitas remotamente com telescópios, e alguns corpos do Sistema Solar eram visitados por espaçonaves em órbita ou mesmo pouso com instrumentos capazes de sensoriamento remoto ou análise de amostras. Embora tal investigação do Sistema Solar seja tecnicamente mais fácil do que uma missão de retorno de amostras, as ferramentas científicas disponíveis na Terra para estudar tais amostras são muito mais avançadas e diversificadas do que aquelas que podem ir em naves espaciais. Além disso, a análise de amostras na Terra permite o acompanhamento de quaisquer descobertas com diferentes ferramentas, incluindo ferramentas que podem distinguir material extraterrestre intrínseco da contaminação terrestre, e aquelas que ainda não foram desenvolvidas; Em contraste, uma espaçonave pode transportar apenas um conjunto limitado de ferramentas analíticas, e estas devem ser escolhidas e construídas muito antes do lançamento.
As amostras analisadas na Terra podem ser comparadas com as descobertas de sensoriamento remoto para obter mais informações sobre os processos que formaram o Sistema Solar. Isso foi feito, por exemplo, com descobertas da espaçonave Dawn, que visitou o asteroide Vesta de 2011 a 2012 para obtenção de imagens, e amostras de meteoritos HED (coletados na Terra até então), que foram comparadas com dados coletados pela Dawn.  Estes meteoritos poderiam então ser identificados como material ejetado da grande cratera de impacto Rheasilvia em Vesta. Isso permitiu deduzir a composição da crosta, manto e núcleo de Vesta. Da mesma forma, algumas diferenças na composição de asteroides (e, em menor grau, diferentes composições de cometas) podem ser discernidas apenas por imagem. No entanto, para um inventário mais preciso do material desses diferentes corpos, mais amostras serão coletadas e devolvidas no futuro, para combinar suas composições com os dados coletados por meio de telescópios e espectroscopia astronômica.
Um outro foco dessa investigação – além da composição básica e da história geológica dos vários corpos do Sistema Solar – é a presença dos blocos de construção da vida em cometas, asteroides, Marte ou nas luas dos gigantes gasosos. Várias missões de retorno de amostras a asteroides e cometas estão atualmente em andamento. Mais amostras de asteroides e cometas ajudarão a determinar se a vida se formou no espaço e foi levada para a Terra por meteoritos. Outra questão sob investigação é se a vida extraterrestre se formou em outros corpos do Sistema Solar, como Marte, ou nas luas dos gigantes gasosos, e se a vida pode mesmo existir lá. O resultado do último "Decadal Survey" da NASA foi priorizar uma missão de retorno de amostras de Marte, já que Marte tem uma importância especial: é comparativamente "próximo", pode ter abrigado vida no passado e pode até continuar a sustentar a vida. A lua Europa, de Júpiter, é outro foco importante na busca por vida no Sistema Solar. No entanto, devido à distância e a outros constrangimentos, Europa poderá não ser alvo de uma missão de recolha de amostras num futuro próximo.

## Proteção planetária
A proteção planetária visa evitar a contaminação biológica do corpo celeste alvo e da Terra no caso de missões de retorno de amostras. Um retorno de amostra de Marte ou outro local com potencial para hospedar vida é uma missão de categoria V sob COSPAR, que direciona para a contenção de qualquer amostra não esterilizada devolvida à Terra. Isso porque não se sabe quais seriam os efeitos dessa vida hipotética sobre os seres humanos ou a biosfera da Terra.  Por essa razão, Carl Sagan e Joshua Lederberg argumentaram na década de 1970 que deveríamos fazer missões de retorno de amostras classificadas como missões de categoria V com extrema cautela, e estudos posteriores do NRC e do ESF concordaram.